# Endeldijk

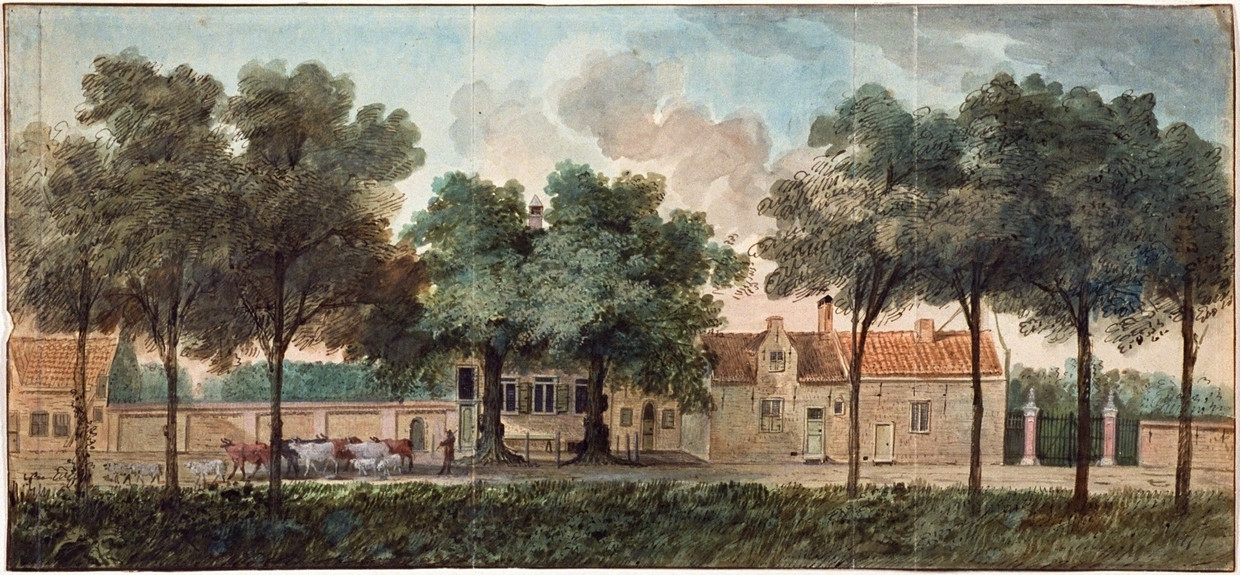
Endeldijk door Dionys van Nijmegen in 1790.

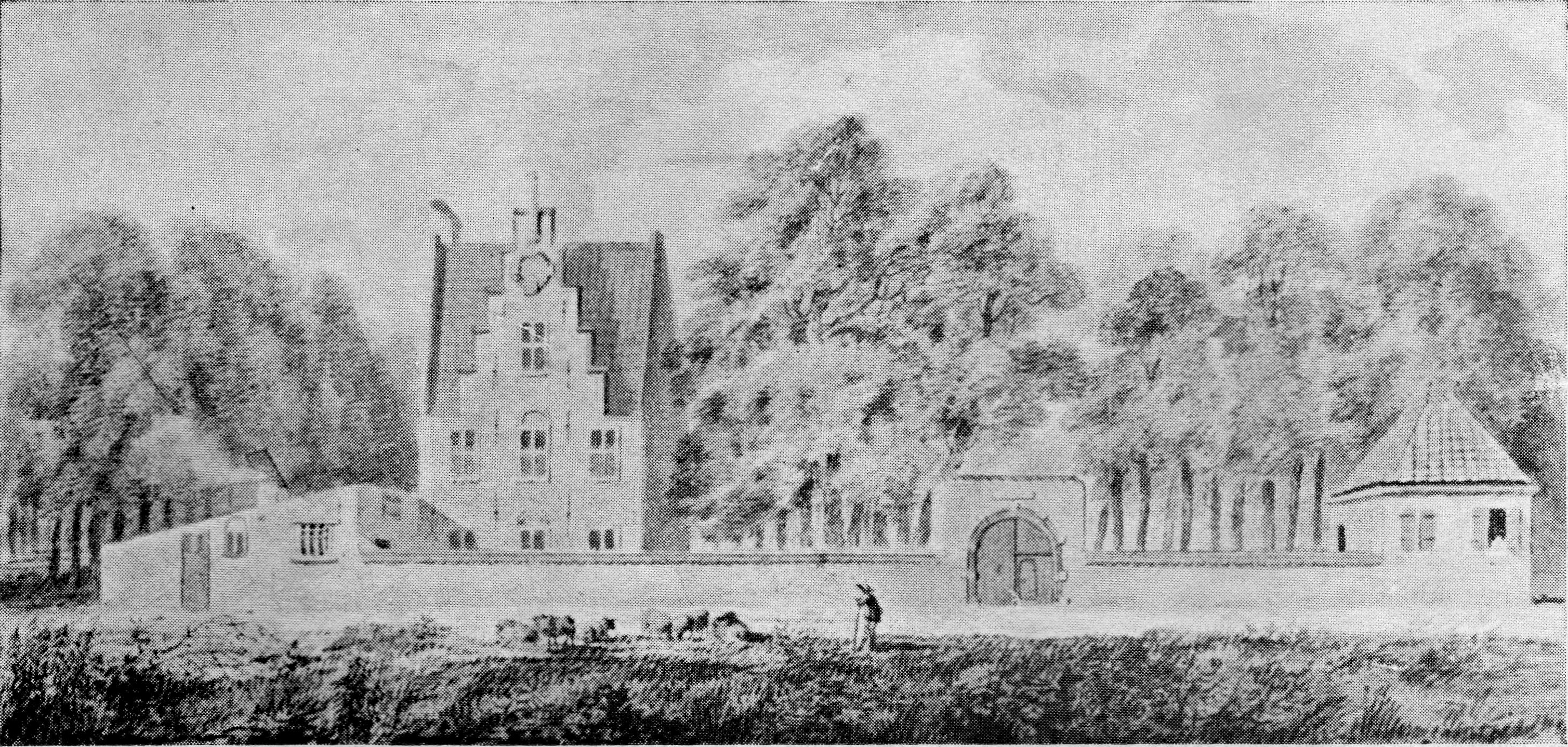
Stamperdijk, naar een tekening van Gerard van Nijmegen in 1790. De tekening kreeg abusievelijk de naam 'Endeldijk'. Het was verworven en bij Endeldijk gevoegd in 1742.

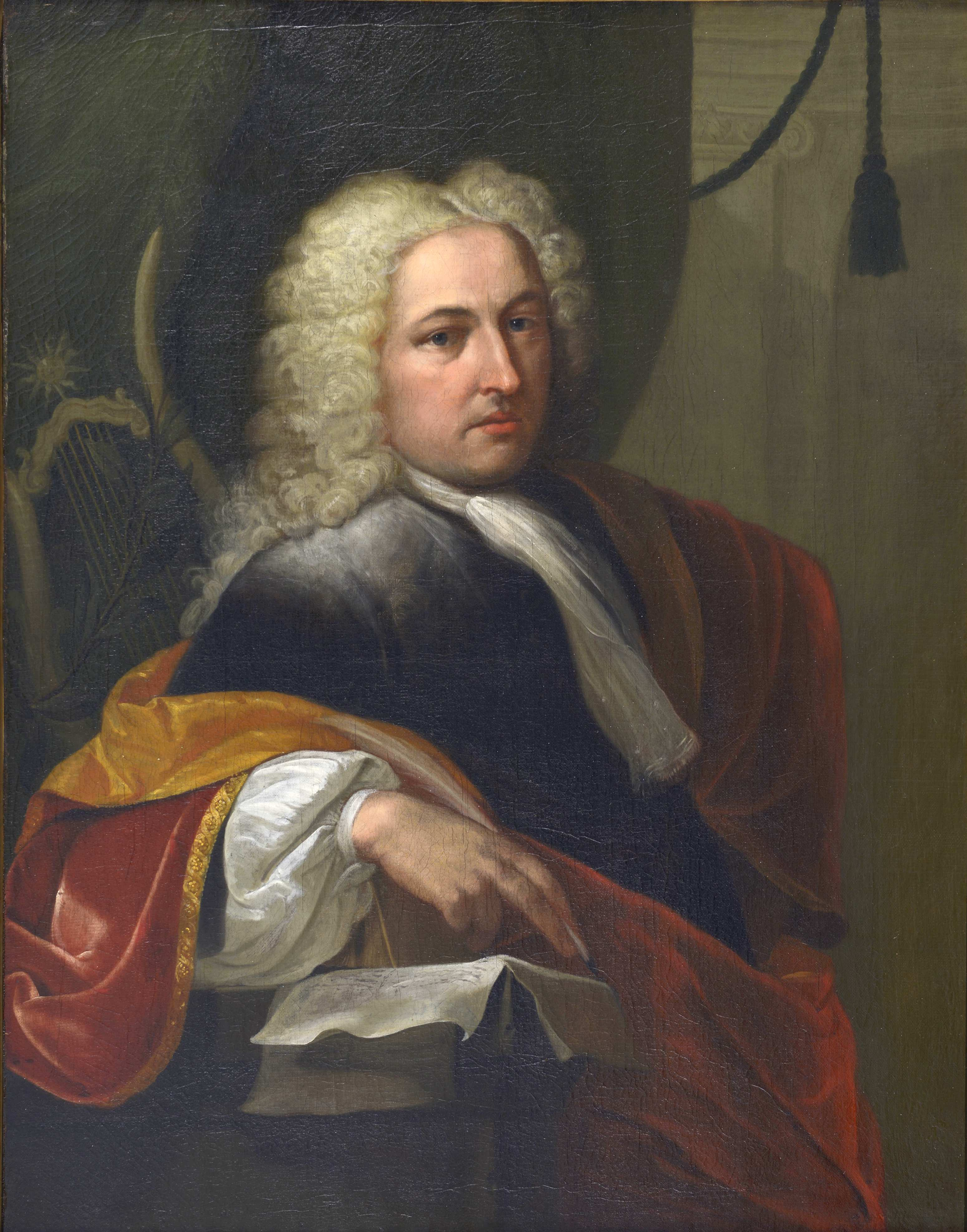
Portret van Willem van der Pot (1704-1783), door Dionys van Nijmegen, in 1733.

Endeldijk was een buitenplaats in Honselersdijk, Nederland, aan het einde van de Dijkweg. Het ontstond in derde kwart van de zeventiende eeuw na een verbouwing van een boerenwoning en verloor zijn functie in de negentiende eeuw. Endeldijk heeft een bijzondere rol gespeeld in de ontwikkeling van de tuinbouw in het Westland.

## Geschiedenis
Op de plek stond in de derde kwart van de zeventiende eeuw een boerenwoning met 19 morgen land dat uit een erf, boomgaard, tuinen en weiland bestond. Het was in bezit van het kapittel van Naaldwijk en begin veertiende eeuw gesticht door de heer van Naaldwijk. Delen van het middeleeuwse huis waren nog zichtbaar in het zeventiende-eeuwse huis. In 1664 kocht Adriaen Cobmeyer, procureur voor de Hoge en Provinciale Raad in Den Haag, het complex. Adriaen verbouwde de boerderij tot buitenplaats, maar het kan ook dat zijn zoon het tot buitenplaats maakte. In 1682 stierf Adriaen waarna het overging op zijn zoon. Tot in de jaren dertig van de twintigste eeuw hebben bij de toegang hekpijlers gestaan met de naam Ende Dijck en het jaartal 1683.
Mathias Cobmoyer verkocht in 1741 de buitenplaats in twee delen aan de Rotterdamse lakenhandelaar Willem van der Pot. Endeldijk werd toen omschreven als een herenhuis annex tuin. Van der Pot verdiende zijn geld met zijn bedrijf en met grondbezit. Zo bezat hij 58 andere boerderijen. Het kleine Endeldijk liet hij in vijfentwintig jaar uitgroeien tot een waar tuinbouwbedrijf. In eerste instantie gebruikte Van der Pot Endeldijk niet als buitenplaats wat blijkt uit een notitie uit 1758 waar gesproken werd over een zekere boerenwoning genaamd Endeldijk annex landen.
Het land werd in 1742 uitgebreid met het land van de buitenplaats Stomperdijk dat zich uitstrekte van de Mariëndijk tot aan de Middelbroekweg, aan de overkant van Endeldijk. Het hoge huis van Stomperdijk liet hij staan en gebruikte hij gedeeltelijk voor zijn eigen vermaak. Het park bij Stomperdijk deed dienst als pleziertuin en bestond uit lanen, een speelhuis, boomgaard en vijvers. Vanaf 1748 werd het hoge huis verhuurd. In 1762 kocht Van der Pot nog een stuk land verderop aan de Mariëndijk dat ooit aan Johan van Oldenbarnevelt toebehoorde.
In 1757 liet Van der Pot een brede sloot graven van de Mariendijk tot aan de Groote Gantel. Vanaf de sloot zou hij zijn land tot tuinbouwgebied ontwikkelen. Aan weerszijden werd het perceel verkaveld in stukken van ongeveer 3 morgen en boerenwoningen die er verrezen werden verhuurd. De dorpelingen noemde het de Nieuwe Tuinen en de sloot de Nieuwe Tuinensloot en zo heet het gebied nog steeds. In een overzicht met zijn bezittingen dat hij zelf bijhield, stond geschreven dat hij tot 1762 negen huizen had op zijn percelen. Dit aantal groeide tot dertien in 1769. Een tuinmanshuis en twee personeelswoningen waren niet verhuurd. Het aantal huizen groeide later zelfs uit tot negentien plus het huis Stomperdijk. Huis Endeldijk werd verhuurd waaruit bleek dat het niet meer als zomerhuis werd bewoond door Van der Pot. Het land was tussen 1742 en 1756 in gebruik als akkerland met gewassen als klaver, gerst, haver, vlas, tarwe, aardappelen, bonen en erwten. Op een tuin tegenover huis Endeldijk groeide kersen, morellen en aalbessen. Later verschenen op de meeste percelen fruitbomen.
Van der Pot exploiteerde Endeldijk niet alleen voor de inkomsten. Als vrome remonstrant, zag hij zijn werk ook als liefdadigheid, doordat gezinnen zichzelf, door zijn toedoen, konden onderhouden. In zijn testament benadrukte hij dat degene die Endeldijk verwierf het niet mocht opdelen. Daarnaast wilde hij dat zijn opvolger coulant zou omgegaan met pachters die achter waren met betalingen.
In 1763 bracht Van der Pot een hofdicht uit, genaamd Endeldijk waarin hij zijn buitenverblijf bezong. Hij schreef over standbeelden in zijn tuin, een boomgaard, een koepel bij huis Stomperdijk met uitzicht over omringende dorpen en steden, het bloeiende koolzaad, het groene vlas en tuinen die dienden als wandelplaats. Daarnaast beschreef hij het plein voor zijn huis, met bomen beplant, een gazon en een nis met de beeltenis van de wijngod Bacchus. Anders dan uit zijn gedicht uitgemaakt kan worden, en wat lange tijd gedacht was, heeft Johan van Oldenbarnevelt Endeldijk nooit in bezit gehad.
Willem van der Pot overleed in 1783 waarna het buitenverblijf met de tuinen en landerijen overgingen naar zijn oudste zoon Cornelis van der Pot. Hij zette het liefdadigheidswerk van zijn vader voort en breidde Endeldijk in 1785 uit met zes woningen voor oude en behoeftige mensen. In 1787 bestond het complex uit de huizen Endeldijk en Stomperdijk, een stal, twee kleine bijbehorende huizen, achttien fruithoeven met een woonhuis op 55 morgen land, drie bossen van 8 morgen met lanen en stukken weiland en een boerderij.
Cornelis van der Pot stond aan de kant van de patriotten en in zijn woonplaats Rotterdam hadden zij het Oranjegezinde bestuur vervangen. Ook in Honselersdijk heeft Van der Pot met een burgerleger in 1787 Abraham Douglas, de baljuw en rentmeester van stadhouder Willem V, enige dagen op Endeldijk vastgehouden. Toen echter de Pruisische koning, Frederik Willem II met een leger het gezag van de stadhouder herstelde, moest Cornelis van der Pot en vele andere metgezellen het land ontvluchten. In zijn afwezigheid was het huis Endeldijk geplunderd en beschadigd en was de tuin vernield. Op 18 september 1789 werd hij verbannen. Zijn verbanning werd opgeheven en in 1792 keerde hij terug naar zijn verwoeste lustplaats Endeldijk die hij in een jaar tijd weer liet opbouwen.
Na de dood van Cornelis in 1805 kwam het bezit in handen van zijn zoon Willem van der Pot van Groeneveld. In 1814 overleed Willem en wat er toen gebeurde is niet helemaal bekend. Aryna van der Pot, de oudste dochter van Cornelis werd in 1832 door het kadaster genoemd als eigenaresse. Het complex met het huis en dertien tuinderswoningen, enkele arbeiderswoningen een boerderij en 40 hectare land werd in 1820 te huur aangeboden. Het terrein van Stomperdijk was toen in gebruik als boomgaard. In 1877 werd het huis Stomperdijk gesloopt en werd het terrein samengevoegd met de boomgaard. In 1881 werd Pieter Abram Pijnacker Hordijk eigenaar van het huis en ging er permanent wonen waarmee Endeldijk de functie van buitenplaats verloor.
De laatste restanten van Endeldijk zijn in 1978 gesloopt. Alleen een aantal sloten zijn nog tastbare herinneringen aan het tuinbouwcomplex.

## Bron
- Broeke, van den Martin (2018): Buitenplaatsen in het Westland, Endeldijk, door Genootschap Oud-Westland en Kantoor Verschoor Boekmakers, ISBN 9789082589337, pagina 88-95
- Marel, Ary van der (1955), "De voormalige buitenplaats Endeldijk en haar bewoners", in Jaarboek Die Haghe, p. 80-106
- Prins-Hoogendam, M. (1989): De Nieuwe Tuinen van Honselersdijk, het ontstaan van een tuinbouwgebied in de 18e eeuw[dode link], uit Historisch Jaarboek Westland 1989, Genootschap Oud Westland, pagina 77-94